# 芙蓉区政府站
芙蓉区政府站是长沙地铁5号线与6号线的地铁换乘站，位于中华人民共和国湖南省长沙市芙蓉区万家丽路与人民东路交叉口，5号线车站于2020年6月28日开通运营，6号线车站于2022年6月28日开通运营。

## 车站结构
芙蓉区政府站位于万家丽路与人民东路交叉口，5号线车站沿万家丽路布置，长295米，宽22.7米，为地下二层岛式车站。6号线车站沿人民东路布置，长285.4米，标准段宽度23.5米，为地下三层岛式车站。两站厅设有换乘通道连接，因5号线站厅与6号线站厅位于不同层，换乘通道设有扶梯和楼梯。
| 地面     | 出入口             | 1-7出入口                              |
| 地下一层 | 5号线站厅          | 客服中心、自动售票机、验票机、换乘通道 |
| 地下二层 | 轨道（东）         | · 5号线往水渡河 （万家丽广场）         |
| 地下二层 | 岛式站台，左侧开门 |                                        |
| 地下二层 | 轨道（西）         | · 5号线往毛竹塘 （高桥北）             |
| 地下二层 | 6号线站厅          | 客服中心、自动售票机、验票机、换乘通道 |
| 地下三层 | 轨道（北）         | · 6号线往谢家桥 （朝阳村）             |
| 地下三层 | 岛式站台，左侧开门 |                                        |
| 地下三层 | 轨道（南）         | · 6号线往黄花机场T1T2 （人民东路）     |

## 车站出口
芙蓉区政府站共设7个出口，各出口及周围设施如下所示：
|                                            |      |            |                      |                |
| 出口编号                                   | 照片 | 无障碍设施 | 地点                 | 可到达目的地   |
| 出口 · 1L · 扶手电梯标志                   |      | 不適用     | 万家丽中路、人民东路 | 芙蓉区人民政府 |
| 出口 · 2L · 升降机标志 · 扶手电梯标志      |      |            | 万家丽中路、高岭街   | 芙蓉区人民法院 |
| 出口 · 3L · 扶手电梯标志                   |      | 不適用     | 万家丽中路           | 东郡小学       |
|                                            |      |            |                      |                |
| 出口 · 4L · 升降机标志 · 扶手电梯标志      |      |            | 人民东路、马王堆南路 | 五一新村       |
| 出口 · 5L · As · 扶手电梯标志              |      | 不適用     | 万家丽中路、人民东路 | 湖南旺旺医院   |
| 出口 · 5L · Bs · 升降机标志 · 扶手电梯标志 |      |            | 万家丽中路、人民东路 | 湖南旺旺医院   |
| 出口 · 6L · 扶手电梯标志                   |      | 不適用     | 人民东路、万家丽中路 | 大润发(芙蓉店) |
| 出口 · 7L · 扶手电梯标志                   |      | 不適用     | 人民东路、马王堆中路 | 东郡小学       |
| 註： 設有 \| 設有扶手電梯                  |      |            |                      |                |

## 接驳交通

### 公交车
- 芙蓉区政府地铁站：67路、215路、215路快、263路、802路、810路、915路
- 芙蓉区政府：122路、131路、168路、169路、317路、503路、702路、809路、915路

## 车站历史
- 2020年6月28日，本站随5号线一期通车开通[1]。
- 2022年6月28日，6号线开通，本站成为换乘车站[2]。